# Josué Hoffet
Josué-Heilman Hoffet (sinh ngày 5 tháng 5 năm 1901 ở Courcelles-Chaussy, Lorraine, Pháp; † 1945 gần Hà Nội, Việt Nam) là một nhà địa chất và cổ sinh vật học người Pháp. Ông có nhiều hoạt động địa chất ở Đông Dương và Việt Nam hồi đầu thế kỷ 20.
Ông được báo cáo là mất tích năm 1945 gần Hà Nội trong một cuộc chiến đấu chống lại quân đội Nhật Bản, và năm 1947 ông được tuyên bố là "hy sinh vì nước Pháp".

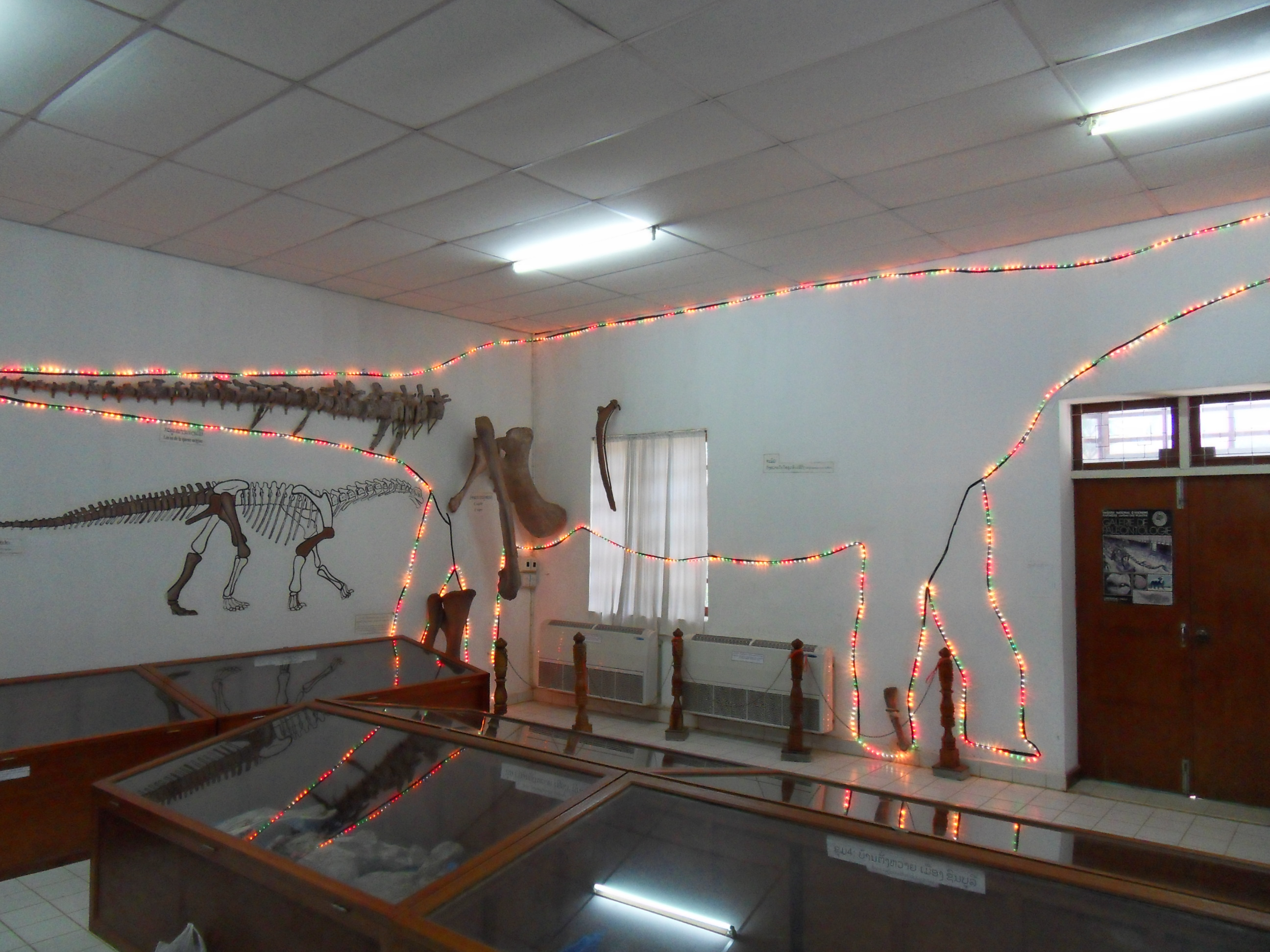
Bảo tàng Khủng long ở Savannakhet

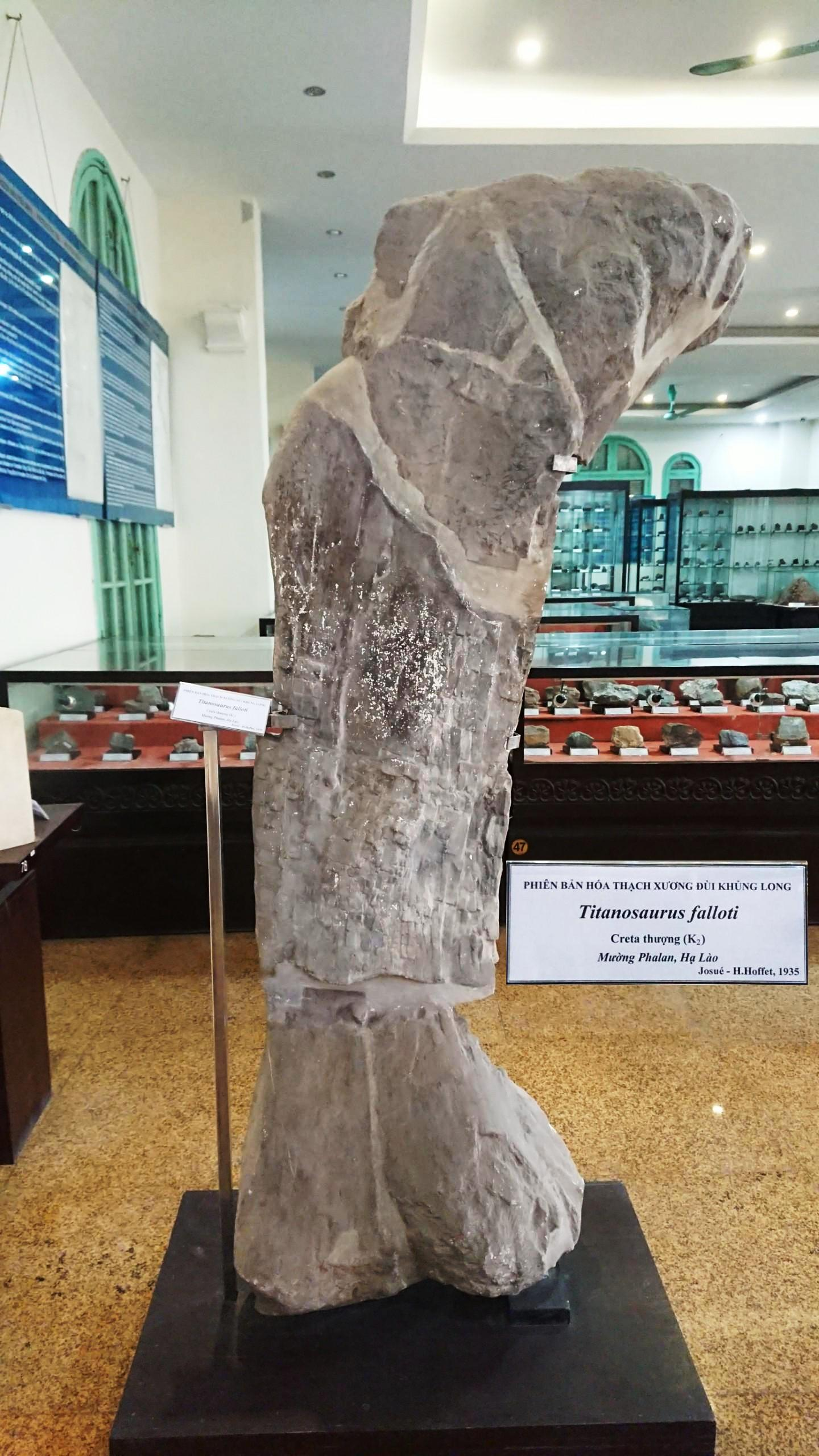
Xương đùi khủng long Tangvayosaurus hoffetti Savannakhet, hiện trưng bày ở Bảo tàng Địa chất Việt Nam

## Tiểu sử
Cha của ông và anh trai của ông là Frédéric Hoffet là mục sư. Lúc đầu Josué Hoffet học xong tiểu học, được gửi đến làm học việc cho một thợ mộc. Mãi sau này, anh mới phát hiện ra niềm đam mê đối với khoa học tự nhiên và tiếp tục các nghiên cứu xuất sắc. Ông đăng ký học tại Khoa Nancy và lấy bằng sau đại học về khoa học tự nhiên.
Năm 1927 để làm luận án tiến sĩ, ông cùng vợ đi khảo sát địa chất ở Đông Dương, nhưng bà đã qua đời trong thời gian ở lại đây. Ông quan tâm đến các khía cạnh khác nhau của các khu vực mà ông đến thăm, chuỗi Trường Sơn và Nam Lào, các nhóm dân tộc và địa chất. Ông trở lại Pháp năm 1932, bảo vệ luận án năm 1933 và nhận được giải thưởng của Viện Hàn lâm Khoa học Pháp (Académie des sciences de Paris).

## Khám phá cổ sinh vật học
Trở lại Lào vào năm 1936 để nghiên cứu về hydrocarbon ở phía đông Savannakhet, ông đã vẽ bản đồ địa chất của Hạ Lào và tình cờ phát hiện ra nhiều hóa thạch khủng long khác nhau, là những hóa thạch đầu tiên được tìm thấy ở nước này. Ông đã mô tả một xương đùi của saurian chưa được biết đến. Năm 1942 ông đã đưa ra một loài titanosaurus mới, gọi là Titanosaurus falloti mà ngày nay gọi là Tangvayosaurus hoffetti.
Sau đó vào năm 1943, ông phát hiện một loài hadrosaur mới, gọi là Mandschurosaurus laosensis, một loài khủng long mỏ vịt.

## Chiến tranh Đông Dương và sự mất tích
Khi Nhật Bản chiếm đóng Lào năm 1940, Hoffet được điều động và bổ nhiệm vào các cơ quan tình báo. Tháng 4 năm 1945, ông tham gia chiến đấu chống Nhật và mất tích trong trận giao tranh ở đèo Núi Thọ (?) gần Hà Nội. Năm 1947 ông được tuyên bố là "hy sinh vì nước Pháp".

## Vinh danh
- Tháng 1 năm 1992 một tấm bảng tưởng niệm được đặt tại đèo Núi Thọ (?) là được cho là nơi mất của ông.
- Lycée de Vientiane của Pháp, được thành lập vào năm 1986, lấy tên là École Josué Hoffet vào năm 1993, sau đó là Lycée français Josué-Hoffet vào năm 2006.
- Trường học Oberhausbergen ở Alsace, nơi sinh của người vợ thứ hai của ông, mang tên Josué-Hoffet.[3]
- Một số loài hóa thạch từ Lào mang tên ông: một loài sauropoda (Khủng long chân thằn lằn) là Tangvayosaurus hoffetti [4] và một họ araucariaceae từ Creta sớm là Araucarioxylon hoffetti.